# Cardiolpium stupidum
Espèce
Synonymes
- Apolpiolum stupidum Beier, 1963
- Apolpiolum rhodium Beier, 1965

Cardiolpium stupidum est une espèce de pseudoscorpions de la famille des Hesperolpiidae.

## Distribution
Cette espèce se rencontre en Israël, en Turquie, en Grèce, au Turkménistan et en Ouzbékistan.

## Systématique et taxinomie
Cette espèce a été décrite sous le protonyme Apolpiolum stupidum par Beier en 1963. Elle est placée dans le genre Cardiolpium par Mahnert en 1986, dans le même temps, il place Apolpiolum rhodium  en synonymie.

## Publication originale
- Beier, 1963 : Die Pseudoscorpioniden-Fauna Israels und einiger Angrenzender Gebiete. Israel Journal of Entomology, vol. 12, p. 183-212.